# Морфогенеза
Морфогенеза (от старогръцки μορφέ, morphê - форма и γένεσις, genesis - създаване) е биологичен процес, който води до развиване на формата на организма. Заедно с контрола на клетъчния растеж и клетъчната диференциация морфогенезата е един от трите основни аспекта от биологията на развитието. Процесът контролира организираното пространствено разпределение на клетките в периода на ембрионалното развитие на организма. Морфогенетичните промени в организма могат да бъдат предизвикани от действието на хормоните, от околната среда, химични вещества и препарати, вещества произведени от други организми, токсични химикали или радионуклиди. Морфогенезата може да се извърши на различни етапи от онтогенетичното развитие на организма, най-вече при ембрионалното му развитие, а така също и в клетъчни култури и туморни маси.
Морфогенезата описва също и развитието на едноклетъчните форми на живот, които поради ясни причини не преминават през ембрионален стадий в техния жизнен цикъл.